# Hyperpigmentering
Hyperpigmentering är en term inom dermatologi som innebär att ett område av huden blir mörkare än omgivande hud på grund av att färgpigmentet melanin ansamlas.

## Orsaker
Sjukdomar som kan ge hyperpigmentering är bland annat:
- Addisons sjukdom
- Cushings syndrom
- Porfyri
- Hemokromatos
- Svampinfektioner såsom ringorm

Vitaminbrist, bland annat brist på vitamin B12 och folsyra, är en annan möjlig orsak till hyperpigmentering.

## Behandling
För att kunna behandla tillståndet är det viktigt att identifiera och behandla eventuella underliggande hudsjukdomar. Detta är särskilt viktigt då flertalet hudsjukdomar kan orsaka postinflammatorisk hyperpigmentering (PIH). Vid behandling av hyperpigmentering är det viktigt att skydda huden från solens strålar. Kemiska solskyddsprodukter kan dock orsaka en allergisk reaktion eller irriterande kontaktdermatit (ICD) hos patienter med mörkare hud, vilket i sig kan ge upphov till postinflammatorisk hyperpigmentering och därmed förvärra tillståndet.